# کارمین کاریدی
کارمین کاریدی (انگلیسی: Carmine Caridi; ۲۳ ژانویهٔ ۱۹۳۴ – ۲۸ مهٔ ۲۰۱۹) هنرپیشه اهل ایالات متحده آمریکا و یکی از بازیگران فیلم «پدرخوانده»  بود. وی بین سال‌های ۱۹۶۲ تا ۲۰۱۹ میلادی فعالیت می‌کرد. او نخستین هنرمندی است که از آکادمی اسکار اخراج شد.
کارمین کاریدی در فیلم های سینمایی و سریال های تلویزیونی بسیاری بازی کرد ولی با هنرنمایی در قسمت های دوم و سوم پدرخوانده اثر فرانسیس فورد کاپولا به شهرت زیادی رسید. کارمین کاریدی که یکی از اعضای آکادمی اسکار بود، در سال ۲۰۰۴ و به اتهام پخش غیرقانونی فیلم های اسکاری پیش از انتشار رسمی از آکادمی اخراج شد. او از ماه آوریل ۲۰۱۹ برای درمان کمر و ستون فقرات در بیمارستان بستری بود در لس آنجلس به دلیل ابتلا به ذات الریه در سن ۸۵ سالگی درگذشت
از فیلم‌ها یا برنامه‌های تلویزیونی که وی در آن نقش داشته‌است می‌توان به پدرخوانده: قسمت دوم، باگزی، نوارهای اندرسون، روبی، گودال پول، زن اغواگر و قمارباز اشاره کرد.